# 長野日本無線
長野日本無線株式会社（ながのにほんむせん）は、長野県長野市に本社を置く日清紡ホールディングスおよび日本無線のグループ会社で、情報・通信機器（無線通信システム、携帯情報端末）、メカトロニクス機器（事務用機器、生産設備機器）、電源・エネルギー機器（スイッチング電源）の生産、販売を行うメーカである。

## 沿革
- 1949年10月 - 長野日本無線株式会社設立。
- 1997年4月 - 株式を店頭登録。
- 2000年2月 - 東京証券取引所2部上場。
- 2010年12月 - 日清紡ホールディングスが親会社となる。
- 2016年3月 - 東京証券取引所2部上場廃止。株式交換により日本無線の完全子会社となる。